# Тиримија (Муреш)
Тиримија (рум. Tirimia) насеље је у Румунији у округу Муреш у општини Георге Дожа. Oпштина се налази на надморској висини од 309 m.

## Становништво
Према подацима из 2002. године у насељу је живело 826 становника.

### Попис2002.
| Расподела становништва по националности 2002.‍ | Расподела становништва по националности 2002.‍ | Расподела становништва по националности 2002.‍ | Расподела становништва по националности 2002.‍ | Расподела становништва по националности 2002.‍ |
| --------------------------------------------- | --------------------------------------------- | --------------------------------------------- | --------------------------------------------- | --------------------------------------------- |
|                                               |                                               |                                               |                                               |                                               |
| Румуни                                        | Румуни                                        |                                               | 544                                           | 65,9%                                         |
| Мађари                                        | Мађари                                        |                                               | 196                                           | 23,8%                                         |
| Роми                                          | Роми                                          |                                               | 85                                            | 10,3%                                         |